# TAX1BP3
TAX1BP3 (англ. Tax1 binding protein 3) – білок, який кодується однойменним геном, розташованим у людей на короткому плечі 17-ї хромосоми. Довжина поліпептидного ланцюга білка становить 124 амінокислот, а молекулярна маса — 13 735.
| 10         |  | 20         |  | 30         |  | 40         |  | 50         |
| ---------- |  | ---------- |  | ---------- |  | ---------- |  | ---------- |
| MSYIPGQPVT |  | AVVQRVEIHK |  | LRQGENLILG |  | FSIGGGIDQD |  | PSQNPFSEDK |
| TDKGIYVTRV |  | SEGGPAEIAG |  | LQIGDKIMQV |  | NGWDMTMVTH |  | DQARKRLTKR |
| SEEVVRLLVT |  | RQSLQKAVQQ |  | SMLS       |  |            |  |            |

A: Аланін

D: Аспарагінова кислота

E: Глутамінова кислота

F: Фенілаланін

G: Гліцин

H: Гістидин

I: Ізолейцин

K: Лізин

L: Лейцин

M: Метіонін

N: Аспарагін

P: Пролін

Q: Глутамін

R: Аргінін

S: Серин

T: Треонін

V: Валін

W: Триптофан

Кодований геном білок за функцією належить до фосфопротеїнів. 
Задіяний у таких біологічних процесах, як сигнальний шлях Wnt, ацетилювання. 
Локалізований у клітинній мембрані, цитоплазмі, ядрі, мембрані.